# Вустерский собор
Вустерский собор (англ. Worcester Minster), полностью Кафедральный собор Христа и Пресвятой Девы Марии (англ. Cathedral Church of Christ and the Blessed Mary the Virgin, of Worcester) — собор в Вустере, графство Вустершир, Англия. Центр Вустерской епархии. Стоит на берегу реки Северн.
Нынешняя соборная церковь была построена между 1084 и 1504 годами и сочетает в себе все стили английской архитектуры от нормандского до перпендикулярной готики. Собор знаменит сохранившимся нормандским склепом, необычными готическими пролётами, великолепной деревянной отделкой и изысканной центральной башней, которая имеет прекрасные пропорции.
Портрет сэра Эдварда Элгара на фоне западного фасада собора появился на оборотной стороне 20-фунтовой банкноты, выпускавшейся Банком Англии в период с 1999 по 2007 год; купюра оставалась в обращении до 30 июня 2010 года.

## История

### Ранний период
Первая церковь была основана в 680 году, а первым епископом был назначен нортумбрийский священник Татвин (англ. Tatwine). Татвин умер прежде, чем был посвящен в сан, поэтому первым епископом Вустерским может считаться и его преемник епископ Бозел. В то время была возведена первая соборная церковь, посвящённая Святым Петру и Павлу, однако от неё до наших дней ничего не уцелело. Склеп современного собора датируется XI веком, когда епископом был Вульфстан (англ. Wulfstan).
В ранние годы VIII века вокруг собора группировались члены различных монашеских орденов, со второй половины X века (даты разнятся от изредка встречающихся 974—977 до наиболее распространённой 969) сообщество стало управляться по бенедиктинскому уставу. Важна связь Вустера с французским аббатством Флёри, поскольку Освальд, епископ Вустерский с 961 по 992 годы, проповедовал во Флёри и ввёл монашеский образ жизни Флёри в монастыре, который он основал в Вустере около 966 года и который был посвящён — так же, как нынешний кафедральный собор — Деве Марии.

### Высокое средневековье

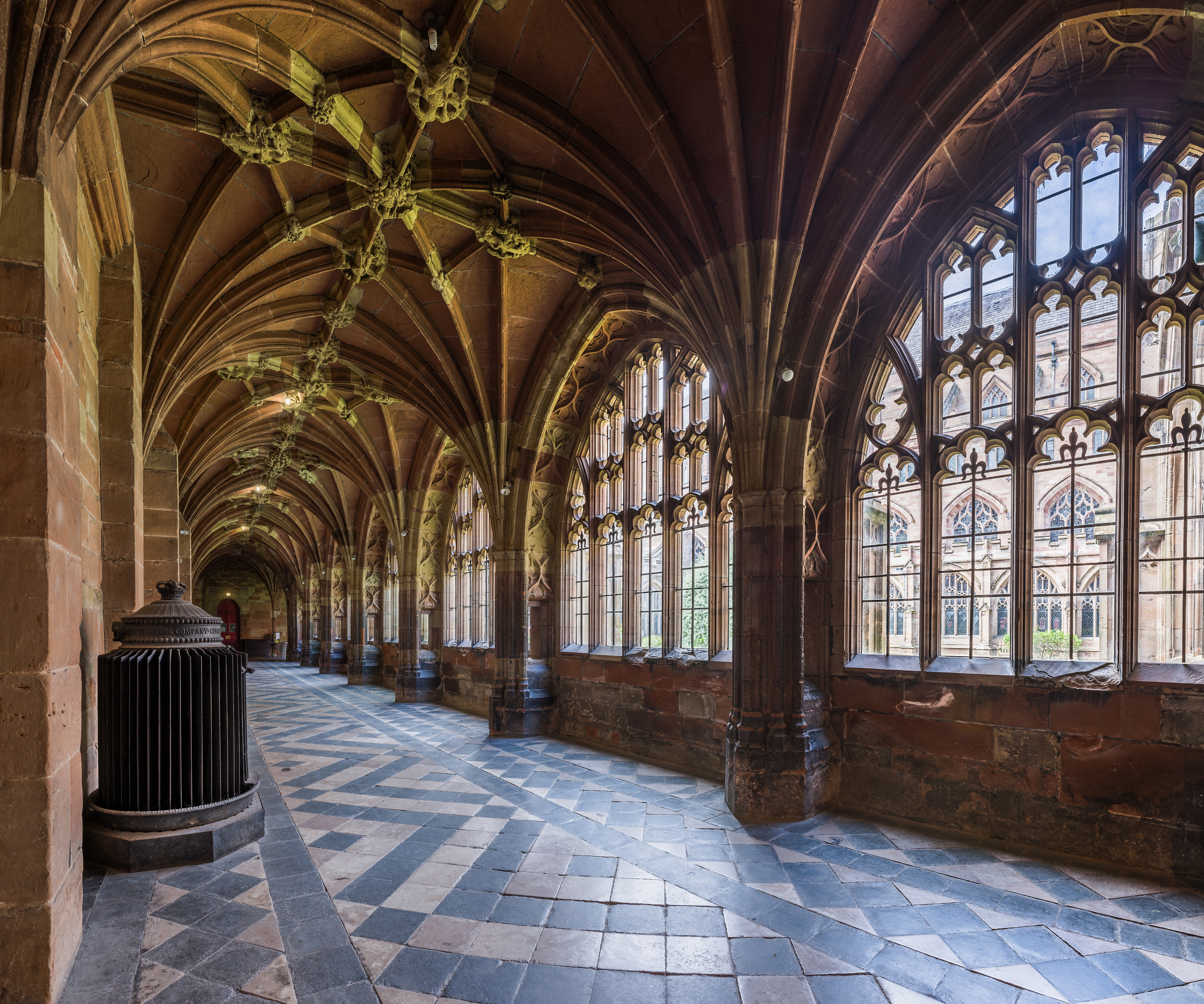
Готический клуатр

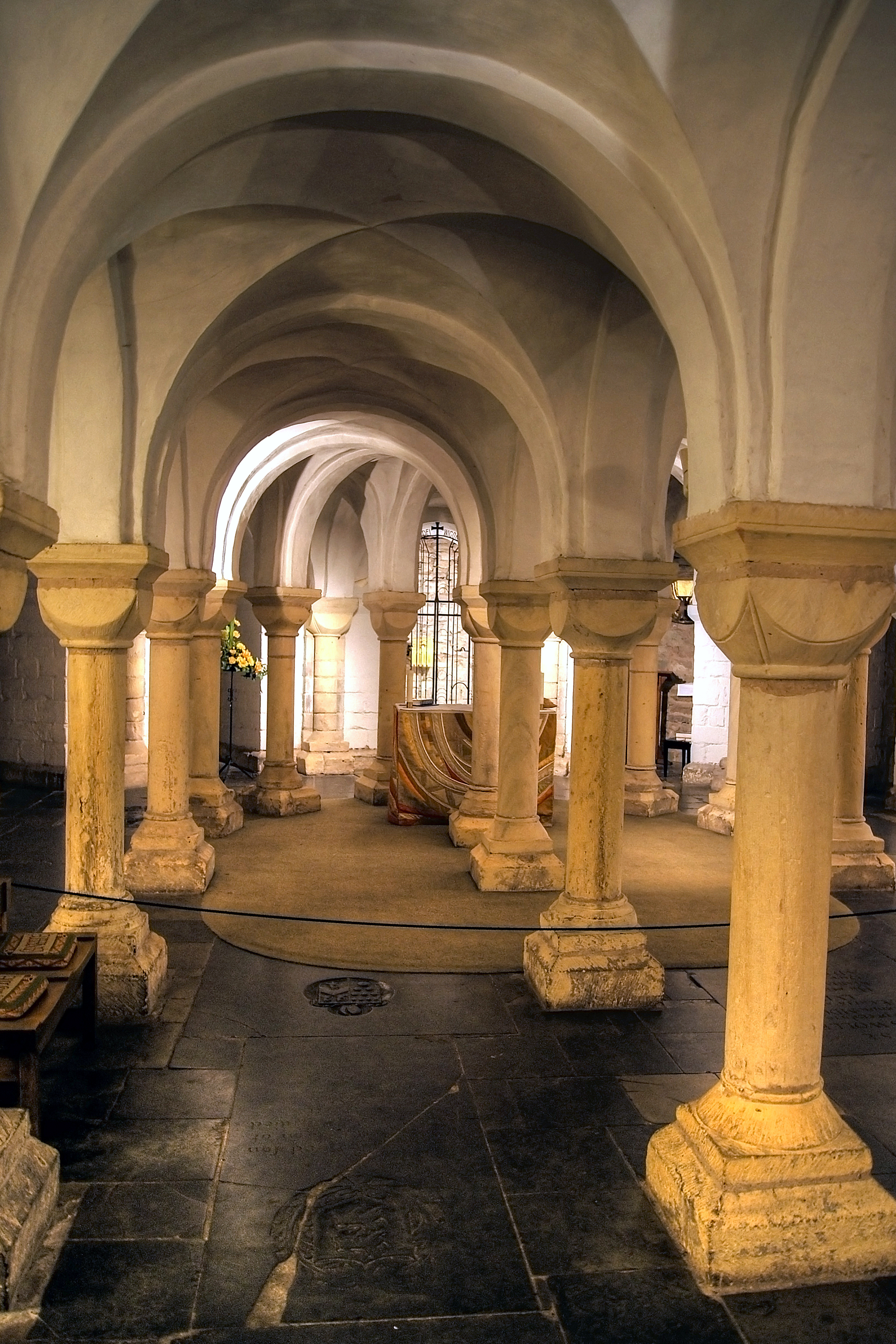
Нормандская крипта

Последний англосаксонский епископ Вустера Вульфстан оставался епископом даже после нормандского завоевания и вплоть до своей смерти в 1095 году и позднее был канонизирован.
В соборе погребён король Англии Иоанн Безземельный, который наследовал своему брату Ричарду Львиное Сердце.
Монастырь и собор владели обширными землями как в Вустере, так и в округе, например, поместьем Бромсгроув, были крупным образовательным центром и точкой притяжения паломников. Церковь получила часть местных налогов и могла наказывать за поведение, идущее вразрез с христианской моралью. Политическое влияние монастыря распространялось на дворян и аристократов. Таким образом, Вустерский собор играл центральную роль в средневековой жизни города и графства.

#### Взаимоотношения с вустерским еврейством
Епископат отличался примечательной враждебностью к малочисленной еврейской общине Вустера. Около 1190 года Пьер де Блуа по поручению епископа Вустерского (вероятно Иоанна Кутанского) написал трактат «Против коварства евреев» (англ. Against the Perfidy of Jews).
Епископ Вустерский Вильгельм Блуаский (епископ) в 1219 году ввёл для евреев своего диоцеза строгие правила. Как и везде в Англии, евреи должны были носить белые прямоугольники на одежде, но в иных местах это требование опускалось после уплаты налога. Вдобавок к этому закону о нашивках, епископ пытался ограничить ростовщичество, по каковому поводу просил Папу Григория IX в 1229 году разрешить более крутые меры. В ответ Папа потребовал, чтобы христианам не позволялось работать в еврейских домах, «дабы преходящая прибыль не предпочиталась христианскому рвению» (англ. lest temporal profit be preferred to the zeal of Christ), и подтвердил требование носить нашивки.

### Реформация и роспуск монастырей
Монастырь был распущен в соответствии с указом Генриха VIII. Незадолго до того, в 1535 году, известный своим благочестием приор Вильгельм Мор подал в отставку и был сменён Генрихом из Холбича, что вызвало административные трудности и раскол в обществе.
Протестант Хью Латимер стал епископом в 1535 году и проповедовал реформу и иконоборчество. Он ушёл в отставку с поста епископа в 1539 году после того, как Генрих VIII в шести статьях обернулся сильнее в сторону католицизма. Умеренный реформатор Джон Белл был епископом с 1539 по 1543 год.

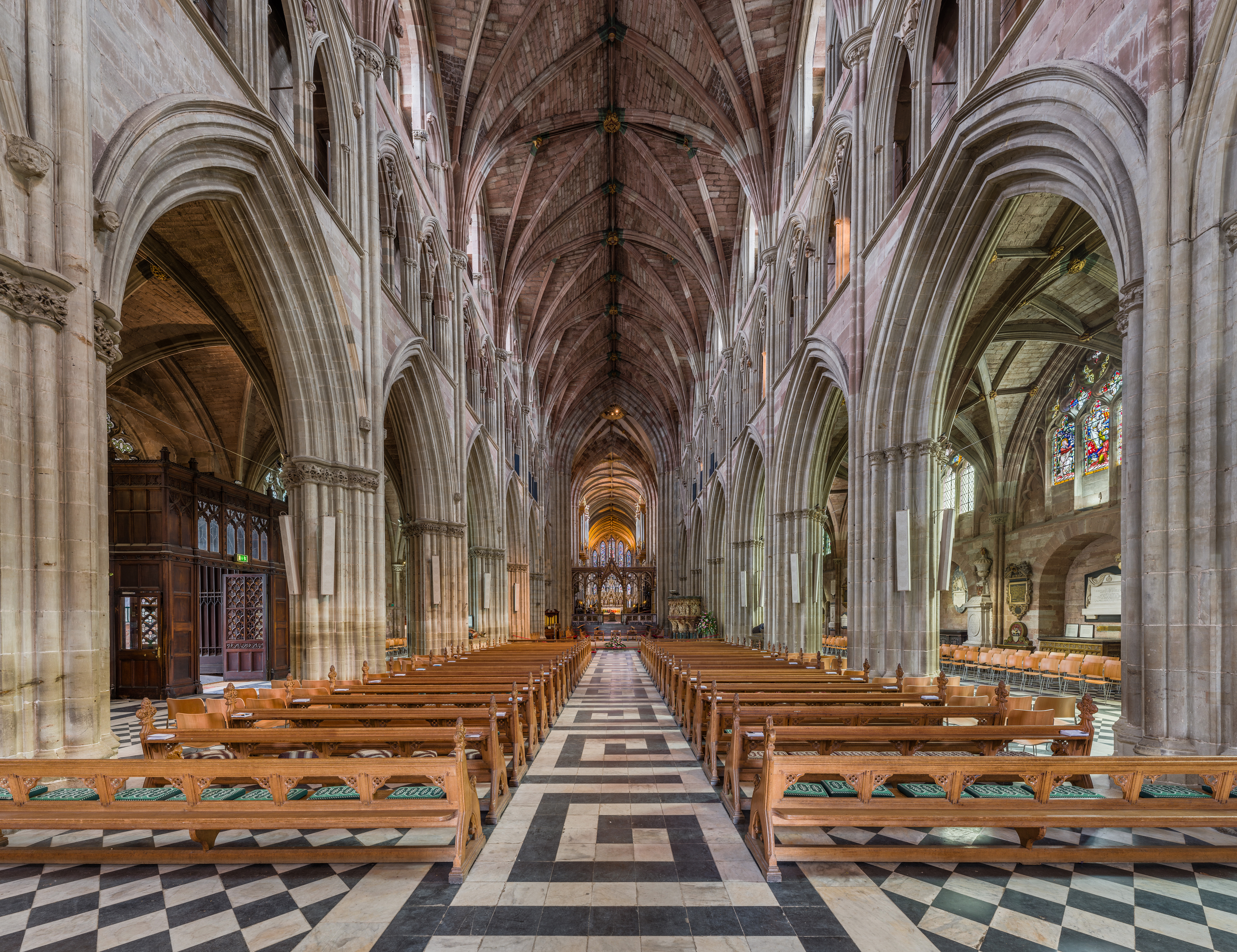
Неф

В начале XVI века в Вустере было около 40 монахов. К 1540 году это число несколько сократилось, поскольку набор послушников был приостановлен, и на момент роспуска (предположительно, 16 января 1540) в монастыре жило 35 бенедиктинских монахов и приор; одиннадцати сразу же были назначены пенсии, а остальные стали светскими канониками в новой Королевской коллегии, деканом которой был назначен приор Генрих из Холбича. Пять бывших монахов были отправлены на пенсию из коллегии в июле 1540 года.
В бывшей монастырской библиотеке Вустера содержалось значительное количество манускриптов, которые рассеялись по другим собраниям, оказавшись, в частности, в библиотеках Кембриджа, Лондона (Британская библиотека), оксфордской Бодлианской библиотеке и нынешней Соборной библиотеке Вустера. До сих пор можно увидеть остатки монастыря, датируемые XII и XIII веками.
Во время правления королевы Марии I преемником Джона Белла на посту епископа был назначен Николас Хит, консервативный католик, позднее последний католик на посту архиепископа Йоркского и лорда-канцлера.

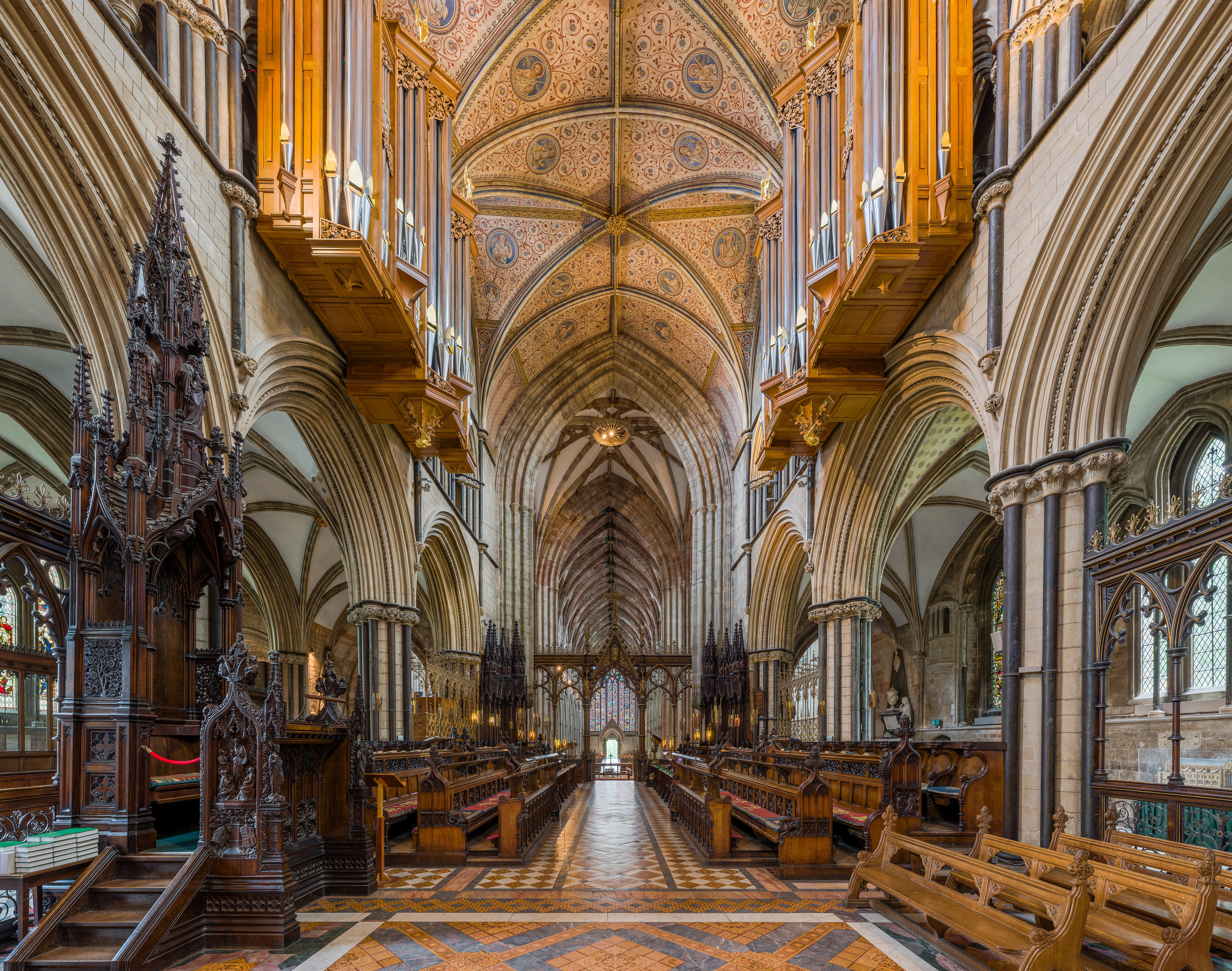
Хоры

### Во время революции и после
Во время гражданской войны собор использовался для хранения оружия с сентября 1642 года. Вустер остался на стороне короны, и в городе были расквартированы дополнительные силы роялистов. Когда Эссекс ненадолго захватил город, парламентские войска ворвались в собор, побили витражи и уничтожили орган, библиотеку и памятники.
Приблизительно с 1646 года и до конца Республики и Протектората епархия была упразднена. В 1647 году разобрали колокольню, а после битвы 1651 года собор использовали в качестве тюрьмы.
В готическое возрождение (в 1860-х годах) в соборе проводились масштабные реставрационные работы под руководством сэра Джорджа Гилберта Скотта и А. Е. Перкинса.

## Архитектура
Вустерский собор содержит много черт, типичных для средневековой архитектуры Англии. Его план характеризуется двумя трансептами, как соборы в Солсбери и Линкольне (и вопреки планам с одним трансептом, характерным для французского зодчества). Такой план возникает из-за потребности многочисленных монахов в отдельном от прихожан месте для богослужения. Столь же типично для английский соборов и наличие капитулярной залы и клуатра. Вход в собор располагается с северной стороны, чтобы избежать сквозняка при открытых западных дверях.
Вустерский собор содержит крупные части, возведённые в каждом из веков с XI по XVI. Алек Клифтон-Тейлор характеризует башню в перпендикулярном стиле как изящную (англ. exquisite). Лучший вид на неё открывается из-за реки Северн.
Самой древней частью Вустерского собора является его нормандская крипта с подушкообразными капителями колонн, оставшаяся от монастырской церкви, выстроенной епископом св. Вульфстаном Вустерским в 1084 году. В нормандском стиле также выдержана капитулярная зала, датируемая 1120 годом. После укрепления стен в XIV веке она стала снаружи восьмиугольной. Неф строился и перестраивался частями на протяжении двухсот лет (1170—1374) разными архитекторами в разных стилях, некоторые его секции являются переходными от нормандских к готическим. В старейших частях чередуются слои зелёного песчаника из Хайли в Шропшире и жёлтого котсуолдского известняка юрского периода.

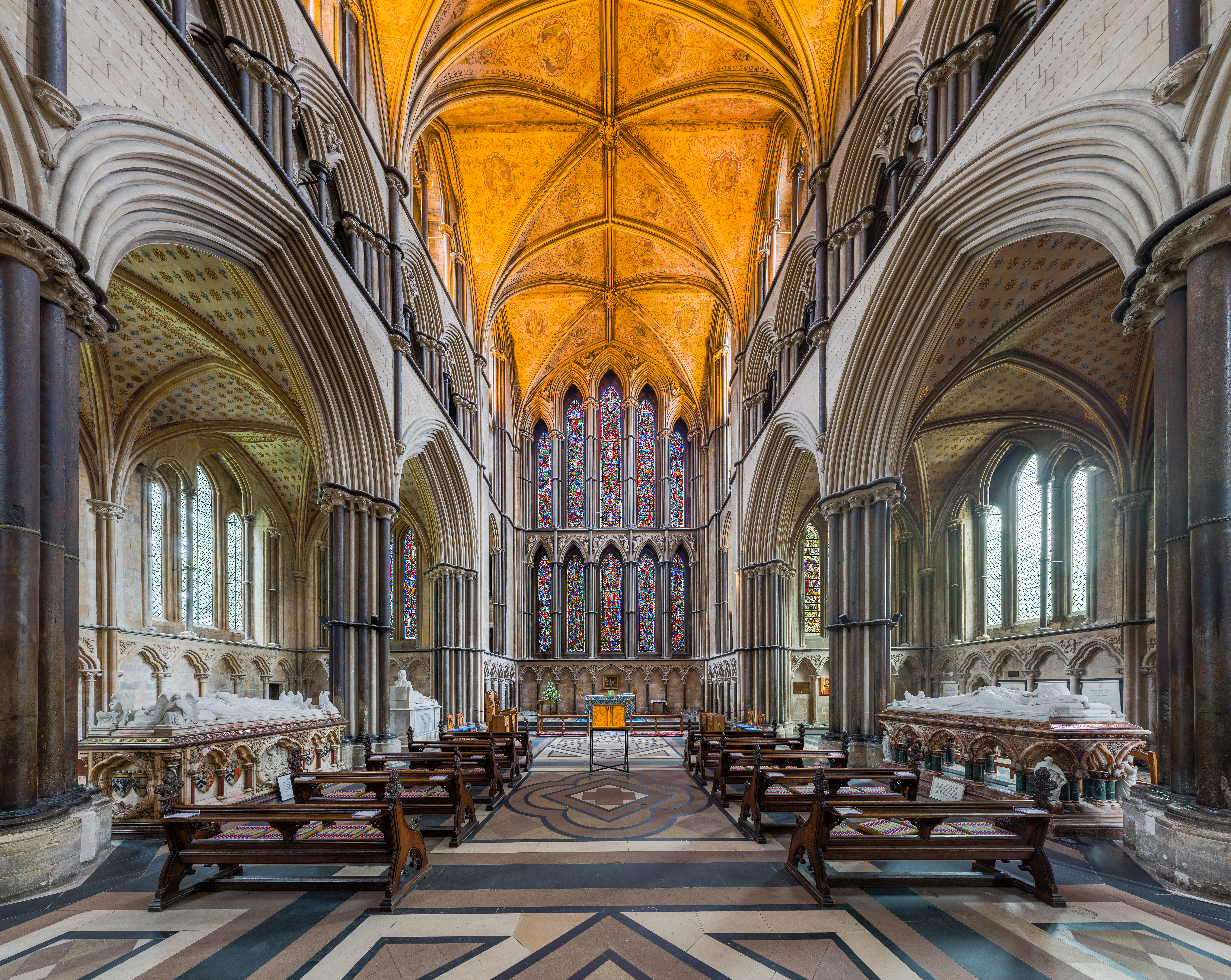
Капелла Девы Марии и восточное окно

Восточная половина над нормандской криптой перестроена в 1224—1269 годах по руководством Александра Каменщика (англ. Alexander Mason) в раннеанглийском готическом стиле, чрезвычайно сходно с Солсберийским собором.
С 1360 года неф заканчивал Джон Клайв, который построил свод, западный фасад, северный портал и восточную часть клуатра. Он же укреплял капитулярную залу, переделал свод и добавив контрфорсы. Шедевром его считается центральная башня, завершённая в 1374 году шпилем из дерева под свинцовой кровлей, ныне утраченным. В 1404—1432 годах неизвестным архитектором добавлены северная и южная части клуатра, который замкнул восточной галереей в 1435—1438 Джон Чапмен (англ. John Chapman). Последней крупной пристройкой стала капелла принца Артура справа от южного бокового нефа на хорах (1502—1504).
Крупную реставрацию Вустерского собора в годы готического возрождения (1857—1874) произвели У. А. Перкинс и сэр Джордж Гилберт Скотт. Большинство нынешних витражей датируются временем этой реставрации. Детали начала XVII века из интерьера хоров части корпуса органа при этой реставрации сняты (1864) и перенесены в приходскую церковь св. Троицы в Саттон-Колдфилде.

### Мизерикордии
39 мизерикордий 1379 года содержат полный набор помесячных сцен крестьянского труда (Labours of the Months). Кроме того, изображены библейские сцены, мифологические и фольклорные сюжеты, например, «Умная дочь»: обнажённая девушка, обёрнутая в рыбацкую сеть, едет верхом на козле с кроликом под мышкой на N-07. Три мизерикордии, в частности, N-02 «Иуда в пасти Дьявола» — викторианского времени.

### Погребения

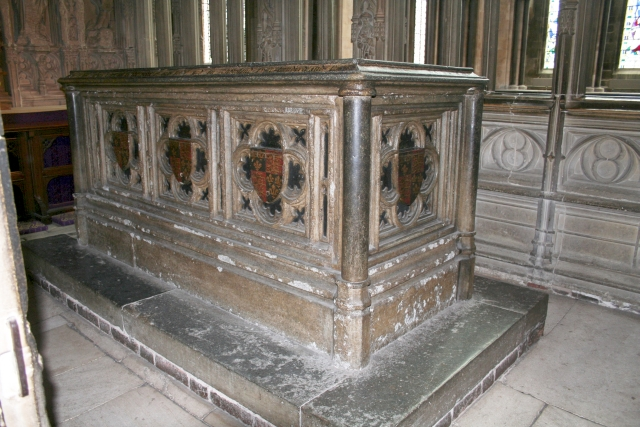
Гробница принца Артура в Вустерском соборе
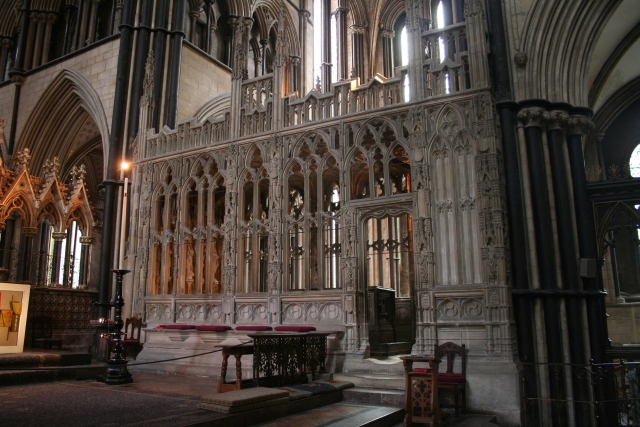
Часовня, возведённая над гробницей принца
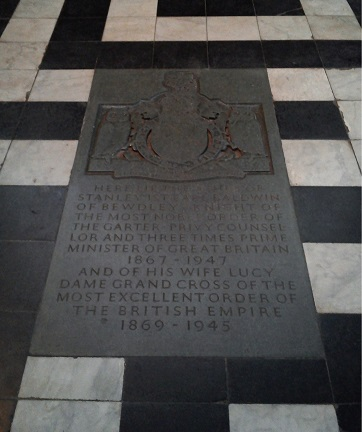
Могила премьер-министра Великобритании Стэнли Болдуина и его жены Люси
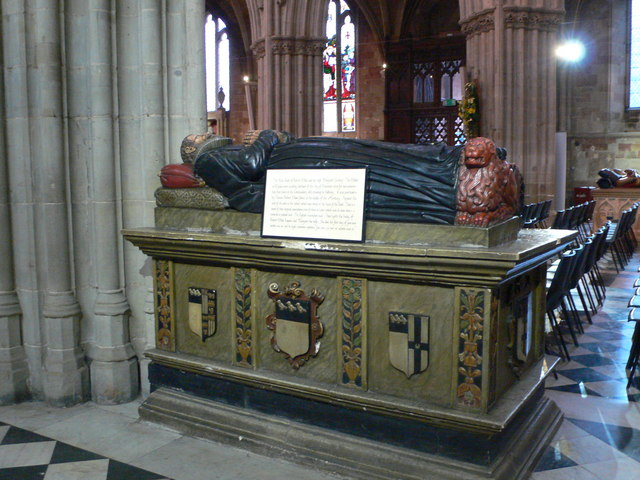
Саркофаг в нефе

Вустерский собор сильно пострадал от иконоборцев при Генрихе VIII, но монарх лично защитил его от полного очищения от «идолов» по той причине, что в алтарной части похоронен его старший брат Артур.
- Иоанн Безземельный (1167—1216), король Англии, был погребён между гробниц двух святых, Вульфстана и Освальда, по собственному желанию упокоиться в Вустере;
- Артур, принц Уэльский (1486—1502), старший брат Генриха VIII Тюдора;
- Стэнли Болдуин (1867—1947), премьер-министр Великобритании[27]
- Вульфстан Вустерский (ум. 1095), епископ Вустерский (гробница утрачена);
- св. Освальд (гробница утрачена);
- Годфри Гиффард (Godfrey Giffard, ок. 1235—1302), канцлер казначейства, лорд-канцлер Англии, епископ Вустерский,
  - Его сестра Мод Гиффард (ум. 1297), вдова Вильгельма Деверо;
- Уильям Гамильтон, 2-й герцог Гамильтон (1616—1651), крупный шотландский государственный деятель;
- Джон Гауден (1605—1662), епископ Вустерский, вероятный автор сочинения «Образ королевский»[28];
- Робин Вудс[англ.] (1914—1997), декан Виндзорский, епископ Вустерский в 1971—1982 годах[29];
- Филипп Гудрич[англ.] (1929—2001), епископ Вустерский в 1982—1996 годах[30];
- Альфред Барри[англ.] (1826—1910), епископ Сиднея в 1884—1889 годах[31];
- Томас Литтелтон, 1-й баронет[англ.], 1593—1650), роялистский офицер во время Английской гражданской войны;
- Ричард Идс[англ.] (†1604), капеллан Елизаветы I и Якова I;
- Генри Брайт[англ.] (1562—1627), глава Вустерской королевской школы[англ.], его латинская эпитафия располагается у северного портала[32];
- Эрнест Бёрд (Ernest Bird, 1877—1945), глава Вустерской королевской школы[33];
- Уильям Генри Рид[англ.] (1876—1942), скрипач, друг и биограф Эдварда Элгара[34];
- Артур В. Дэвис (Arthur W. Davies, 1878—1966), глава Колледжа святого Иоанна[англ.] в Агре[35];
- Айвор Аткинс (1869—1953), органист и хормейстер Вустерского собора в 1897—1950 годах[36];
- Фрэнсис Бретт Янг[англ.] (1884—1954), писатель, поэт и драматург из Вустершира.

## Библиотека
В соборной библиотеке, с XIX века размещённой на чердаке над южным нефом, хранится около 300 средневековых манускриптов, 55 инкунабул и 5,5 тысяч более поздних печатных книг. Среди наиболее ценных экземпляров следует отметить Вустерский Антифонарий, который единственный в стране уцелел в ходе английской реформации, завещание Иоанна Безземельного и список Великой хартии вольностей 1225 года. Вустерский скрипторий был велик, и в нём трудились такие знаменитые писцы, как хронист Джон Вустерский и монах, чьё имя неизвестно, но очень характерный почерк дал ему прозвание «Дрожащая рука».

## Музыка

### Колокола
Собор располагает звонницей из 12 голосов, их дополняют три полутона и подвешенный неподвижно бурдон. Нынешние колокола перелиты в мастерской «John Taylor & Co.» в Лафборо в 1928 году из металла звонницы 1869 года. По весу это шестая двенадцатиголосная звонница в мире (после соборов в Ливерпуле, Эксетере, Йорке, Св. Павла в Лондоне и церкви св. Марии в Редклиффе (Бристоль)) и считается одной из лучших по верности тона. Подвеска колоколов — на деревянной раме 1869 года постройки. При Вустерском соборе находится уникальная школа звонарей со специальной звонницей из 8 колоколов, подключенных к компьютеризированному комплексу.

### Хор
В соборе три хоровых коллектива:
- Вустерский соборный хор — главный, мужской и женский (обычно поют по отдельности),
- Вустерский соборный волонтёрский хор,
- Вустерский соборный камерный хор.

Все три хора участвовали в 2007 году в трансляциях всенощной и утренней рождественских служб по BBC, одну службу пел мужской хор, другую — женский. С XVIII века Вустеский соборный хор принимает участие в старейшем в мире музыкальном фестивале Трёх хоров ().
Композитор Эдуард Элгар (1857—1934) бо́льшую часть жизни провёл в Вустершире. На фестивале Трёх хоров 1899 года состоялась премьера переработанной (и обычно исполняемой) версии его «Энигма-вариаций». Элгар увековечен портретом на одном из витражей.

### Орган

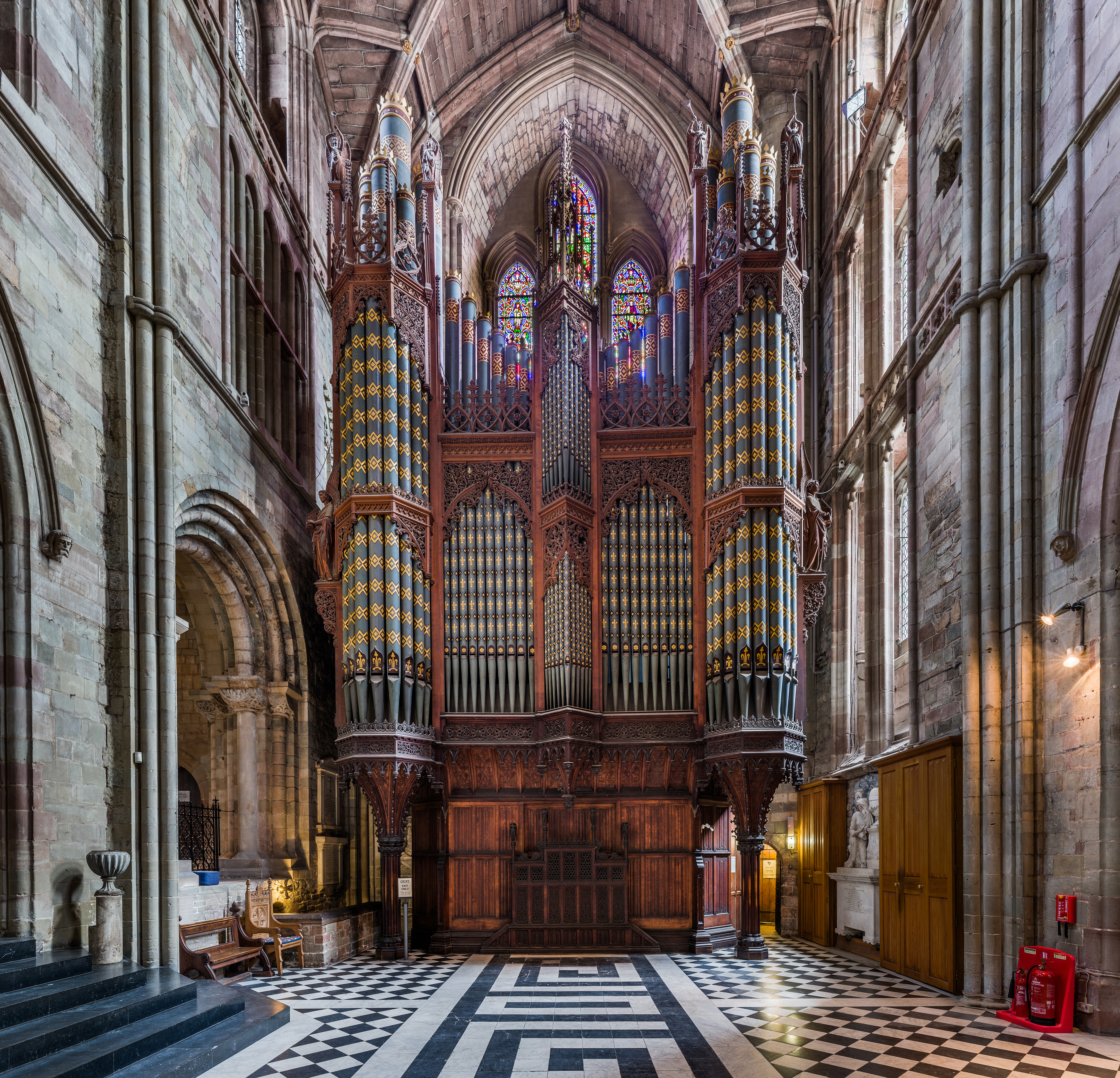
Орган в трансепте

История органов Вустерского собора восходит по крайней мере к 1417 году. В числе многочисленных перестроек и ремонтов органов можно упомянуть работы Томаса Даллама, Уильяма Хилла (William Hill), и самое известное произведение Роберта Хоуп-Джонса, созданное в 1896 году. Орган Хоуп-Джонса сильно перестроен в 1925 году фирмой «Harrison & Harrison», после чего лишь поддерживался в работоспособном состоянии до очередной крупной реставрации в 1978 году (англ. Wood Wordsworth and Co.) Этот орган содержал 61 регистр на четырёх мануалах в трёх корпусах, богато украшенных в стиле готического возрождения.
Орган Хоуп-Джонса, за исключением главного корпуса в трансепте и самых больших регистров в педали, разобран в 2006 году, и вместо него Кеннетом Тикеллом (англ. Kenneth Tickell) к лету 2008 года выстроен новый инструмент.
В нефе имеется второй трёхмануальный орган Роджерса.
Известные органисты собора: Томас Томкинс (с 1596), Хью Блэр (с 1895), Айвор Аткинс (с 1897) и Дэвид Уилкокс (с 1950). В 2012—2018 музыкальным директором и органистом был Питер Нардон.

## Фотогалерея

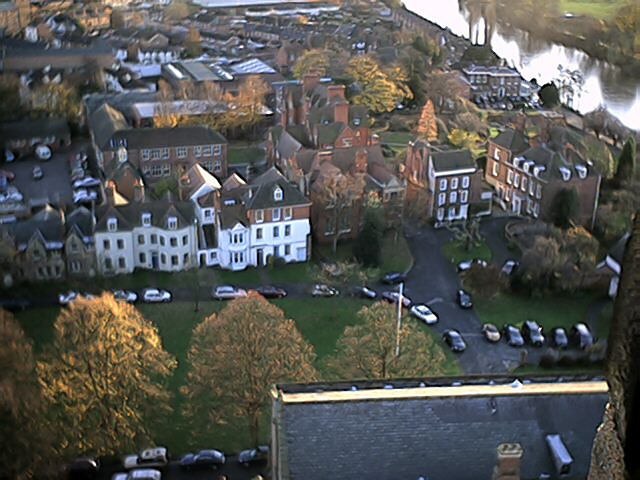
Колледж Грин
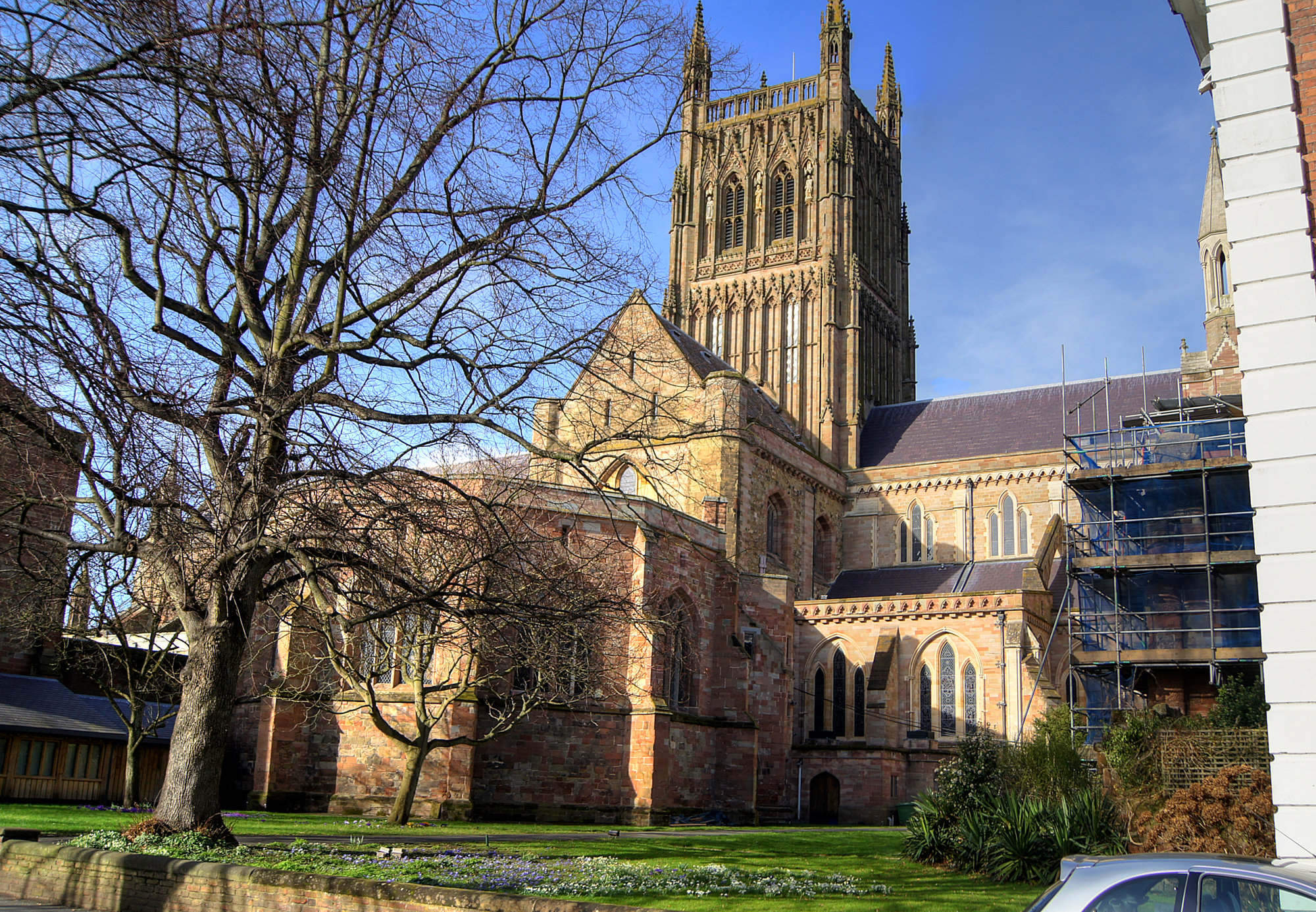
Вид собора со стороны Колледж Грин
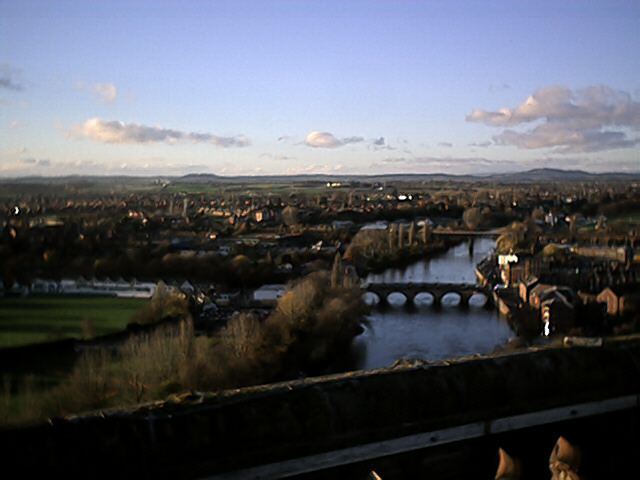
Вустер и река Северн
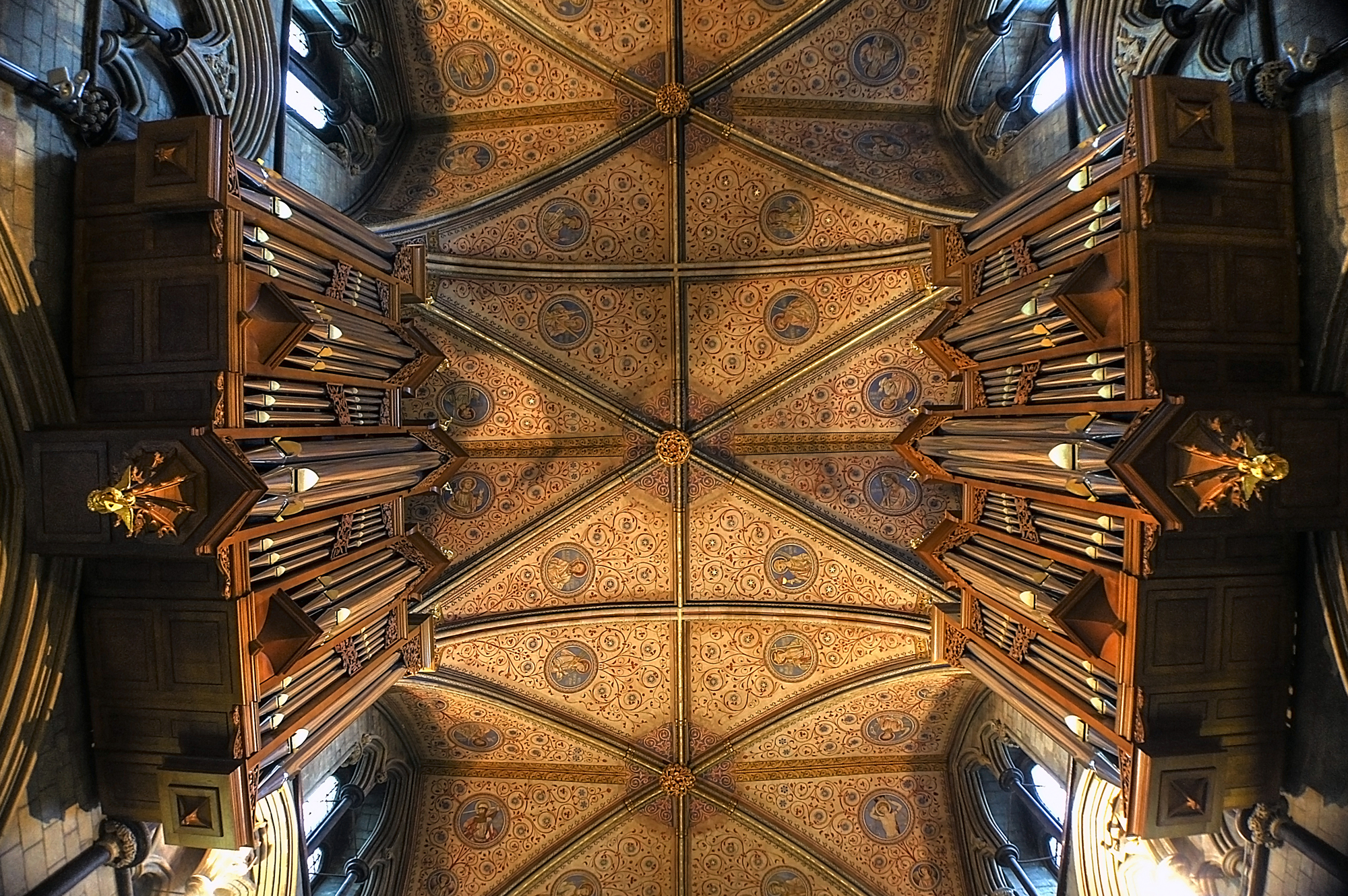
Потолок и корпус органа на хорах
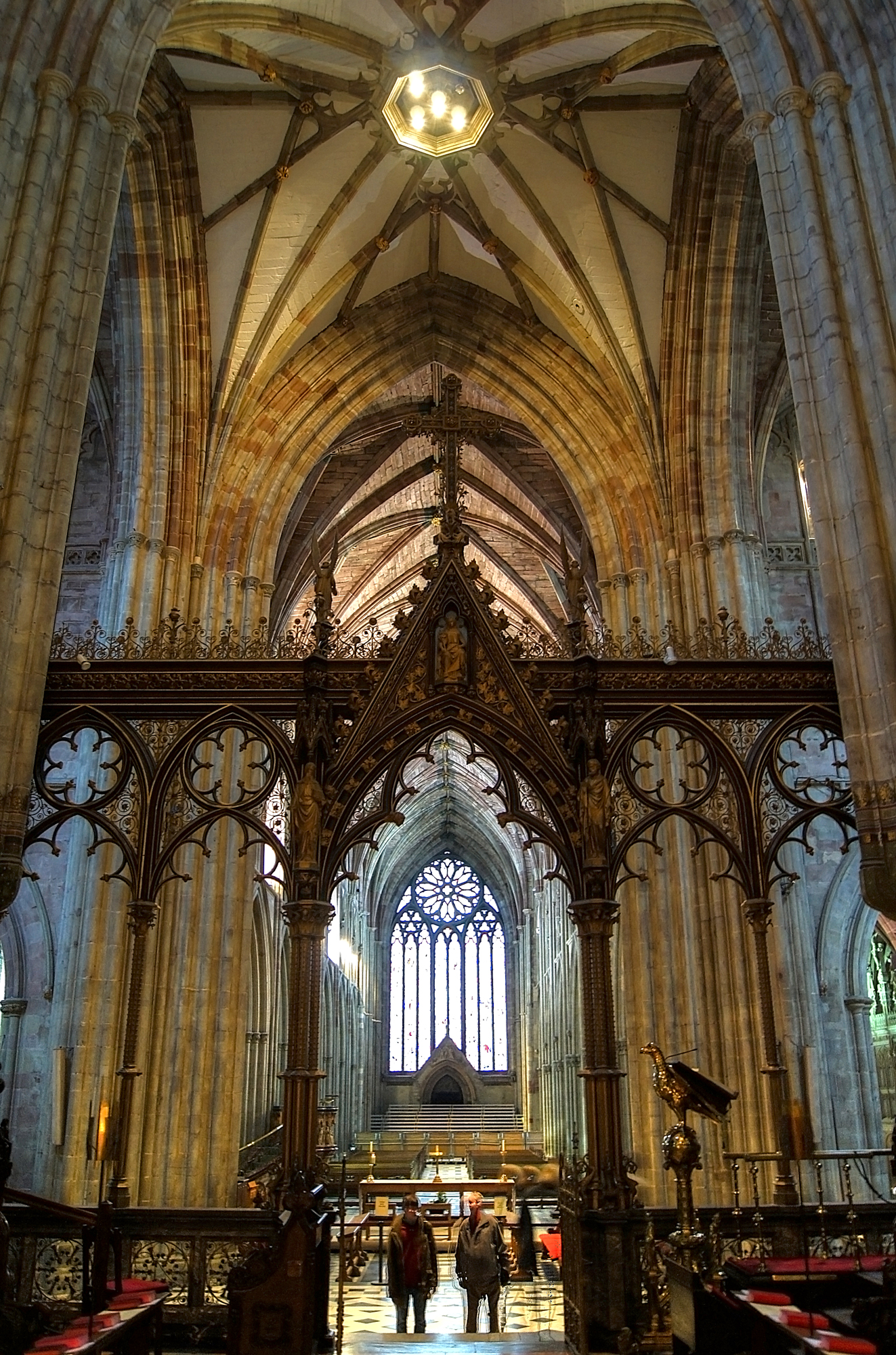
Алтарная преграда, неф и западное окно
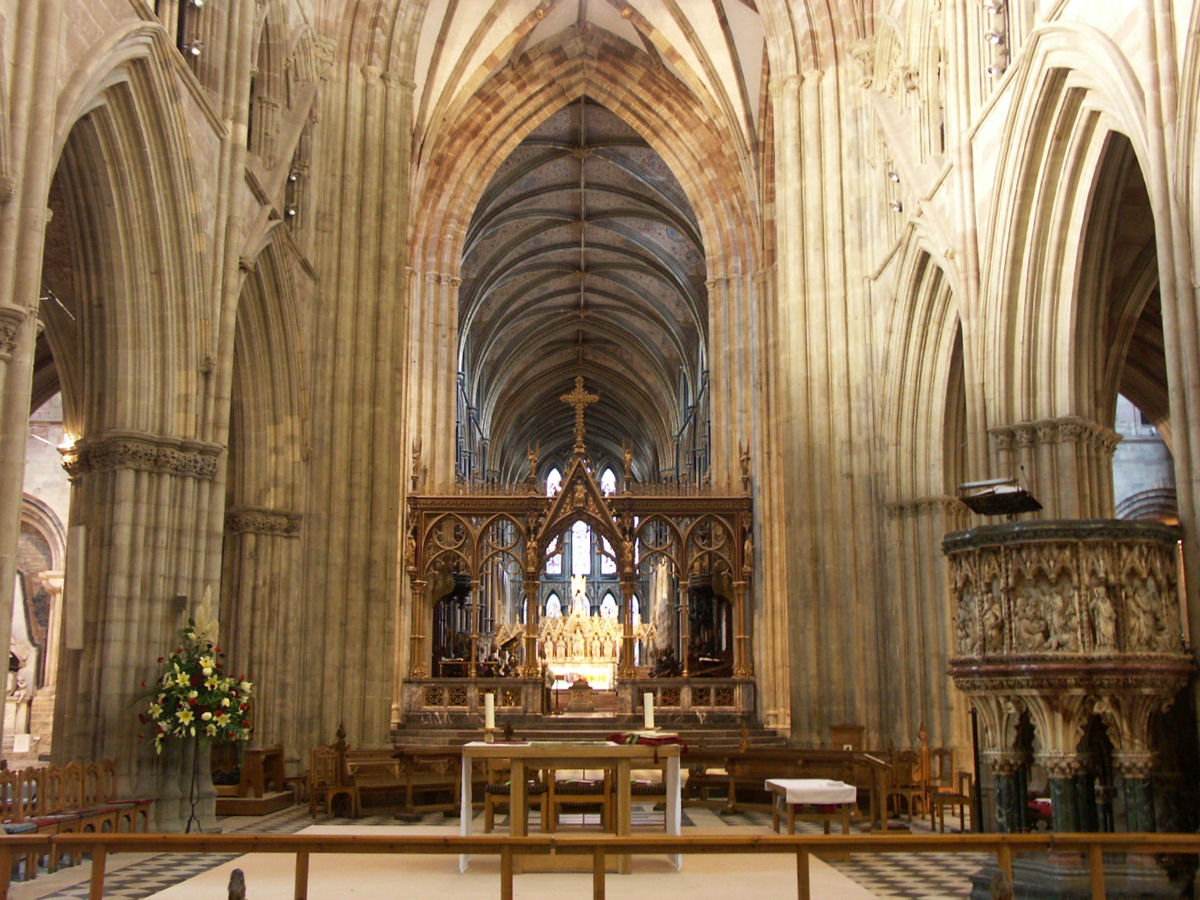
Близ алтаря
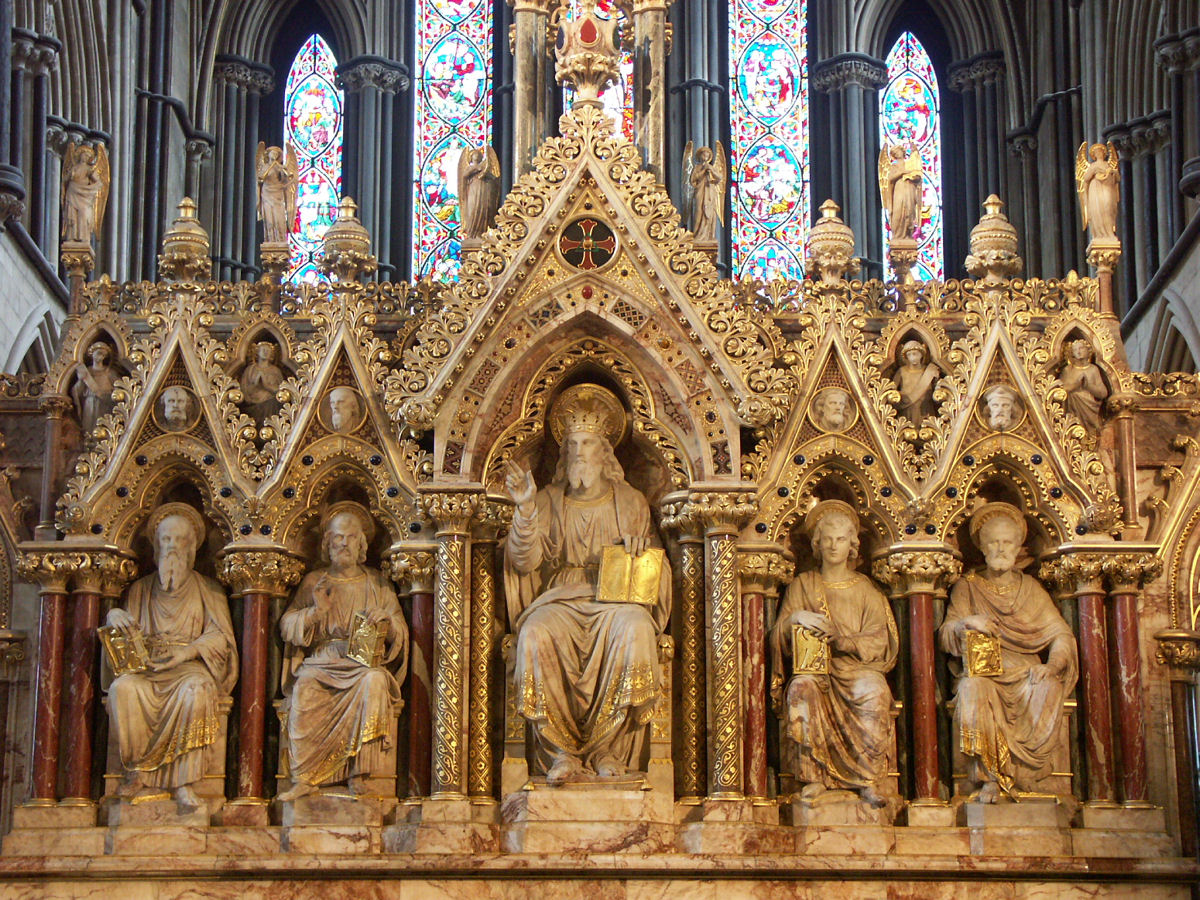
Алтарь
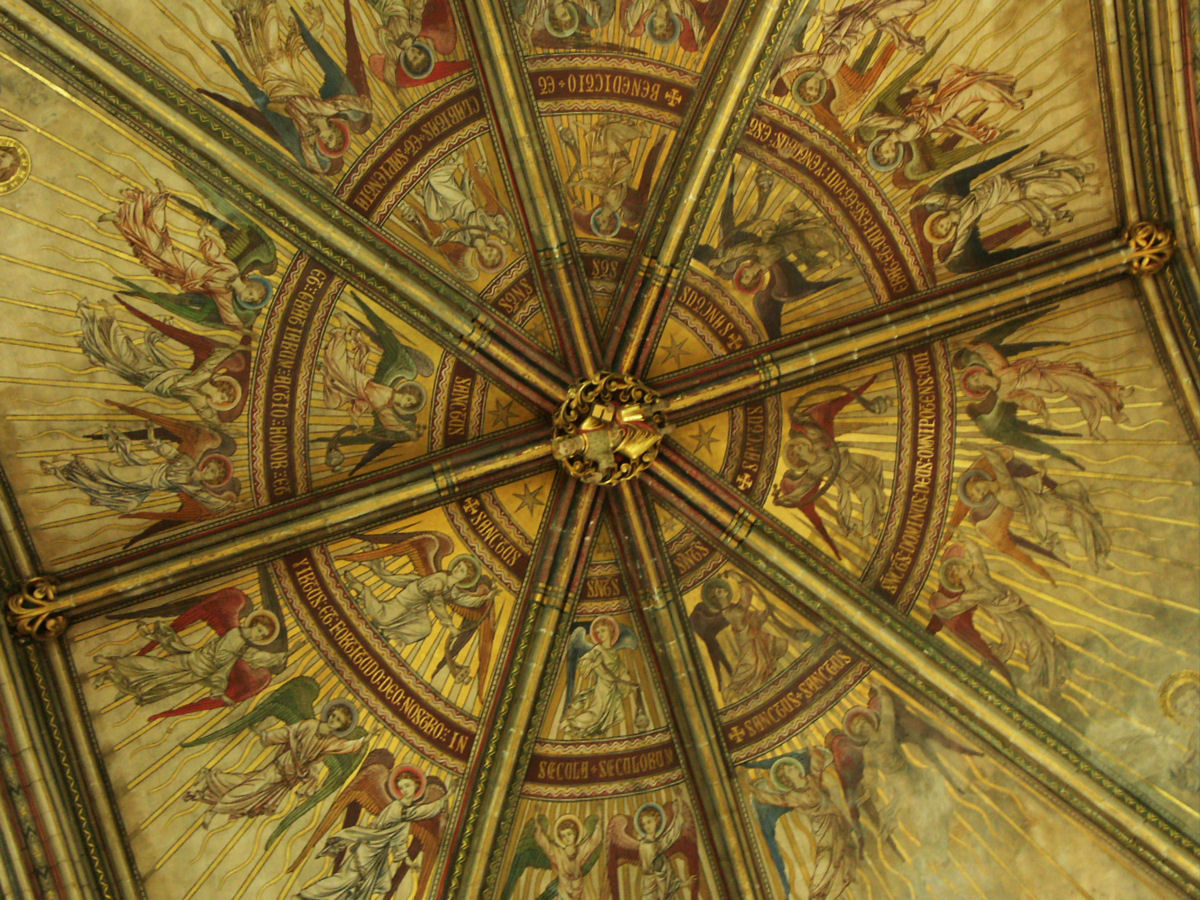
Роспись потолка
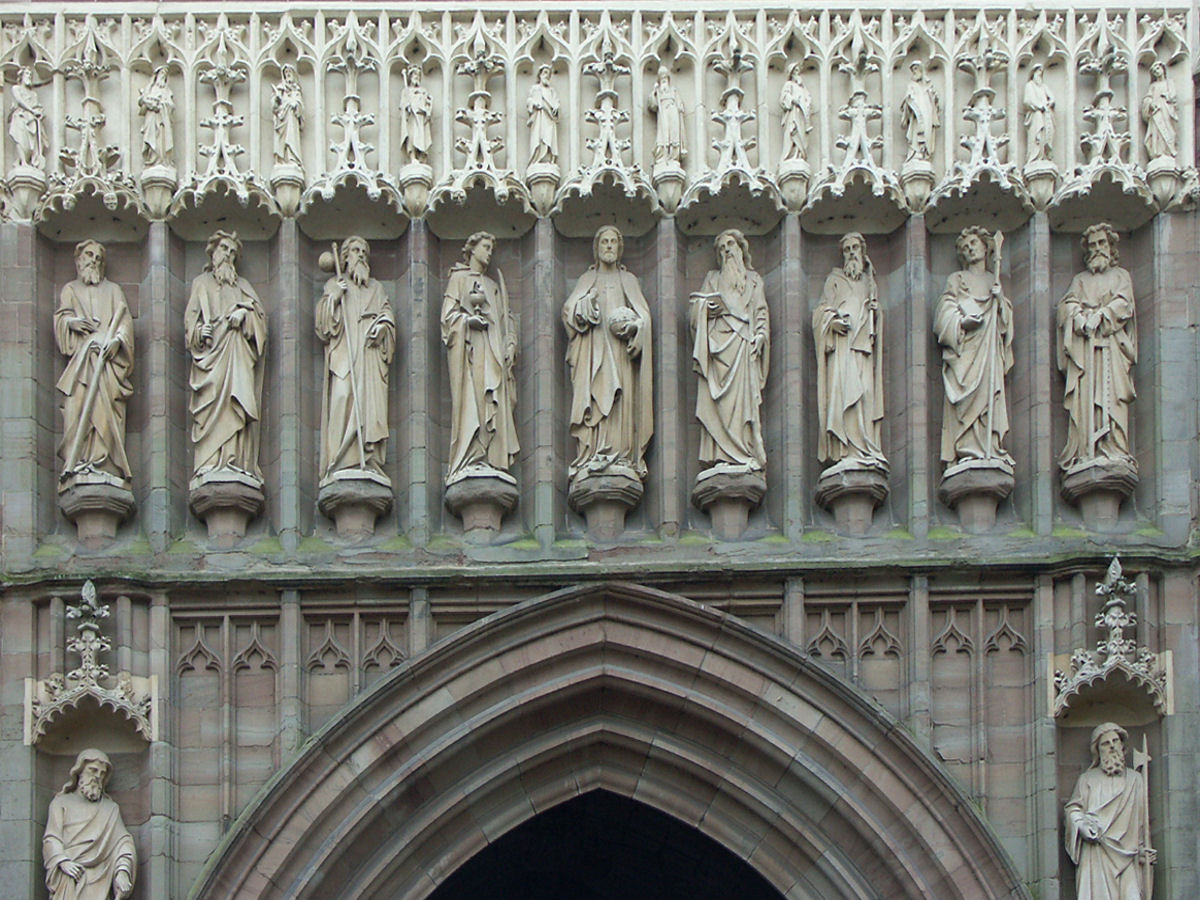
Статуи над порталом
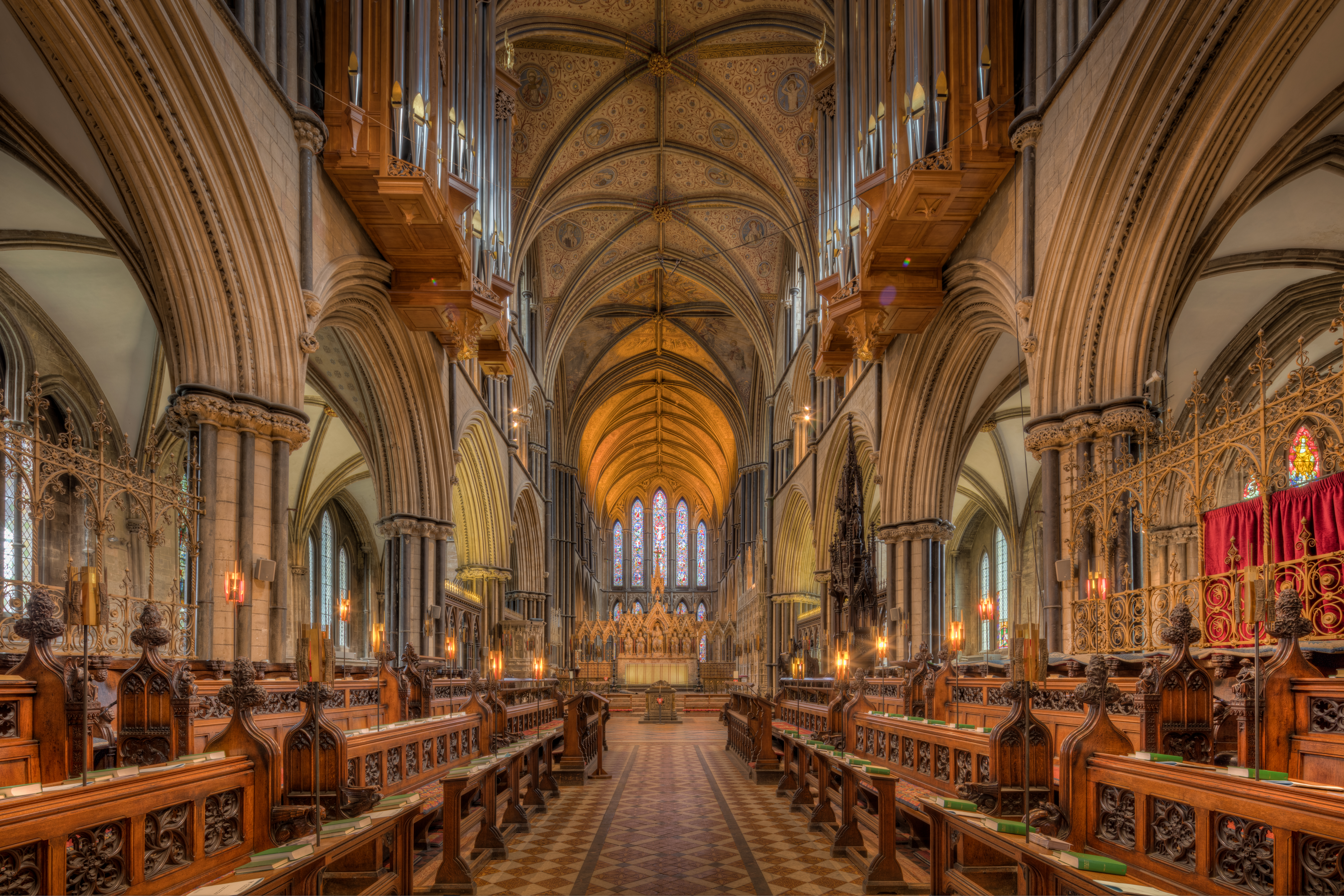
Вид из хоров
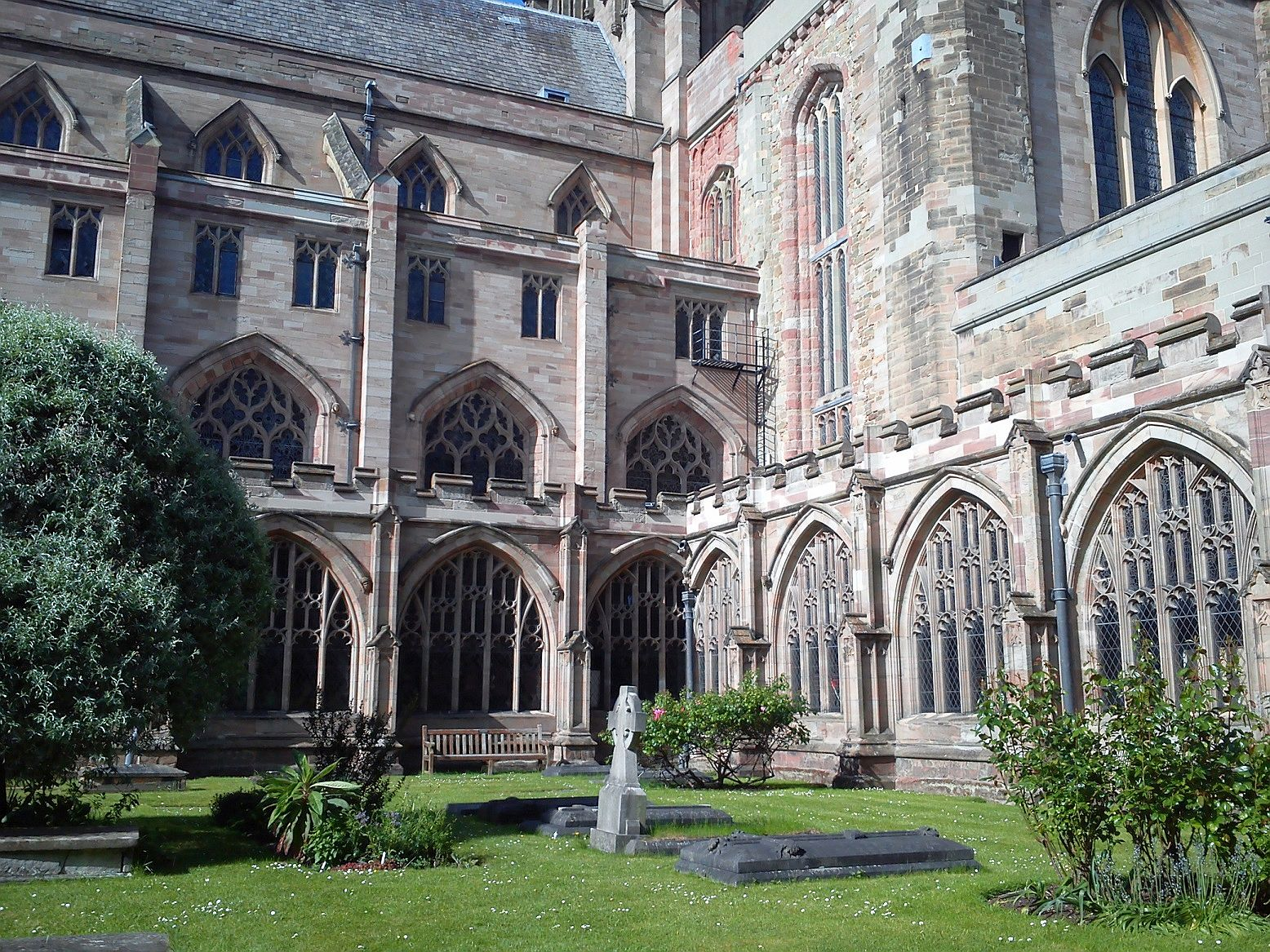
Сад в клуатре
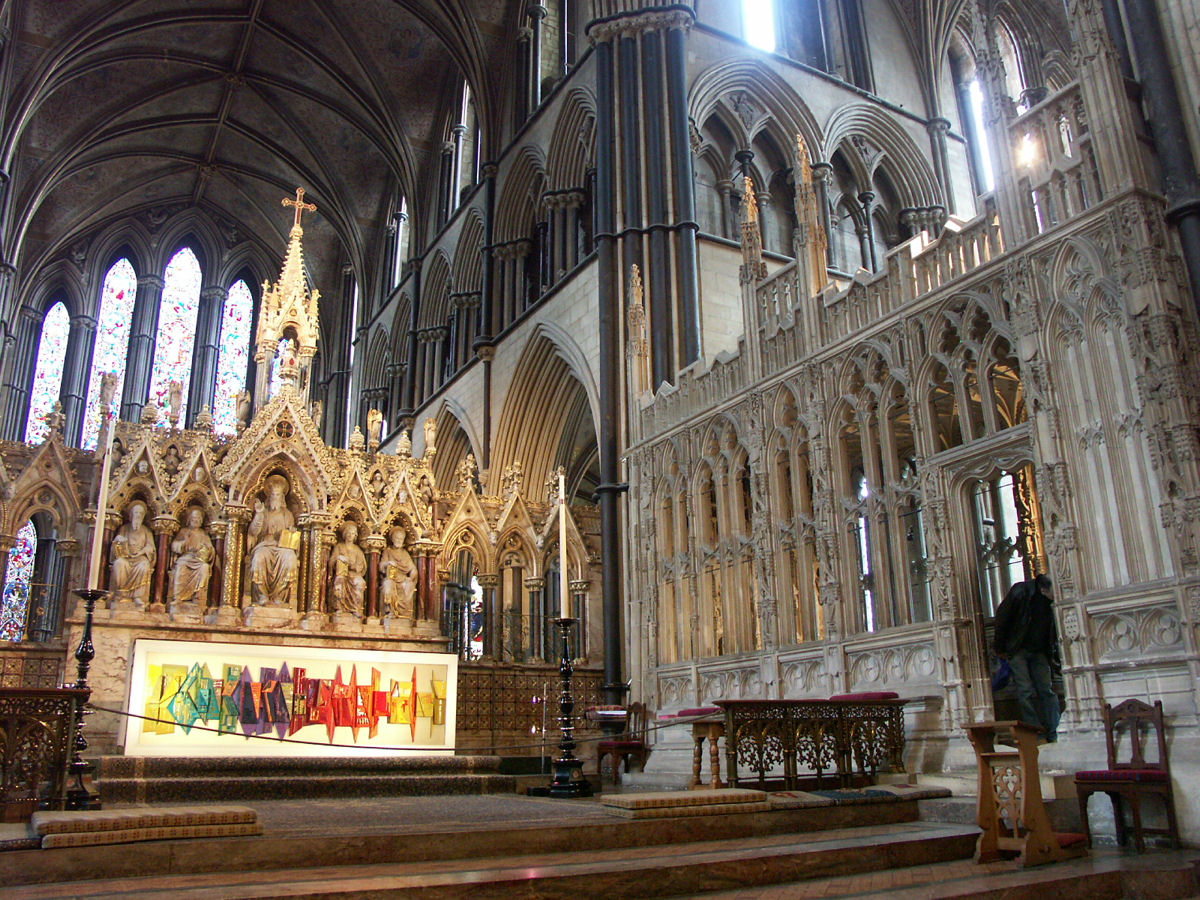
Интерьер, вид к востоку

### Общие
- John Noake (1866), The monastery and cathedral of Worcester., London: Longman, OL 7145051M
- Thomas Dingley (1867), History from marble., [Westminster]: Printed for the Camden Society, LCCN 17001261, OL 14133074M
- Worcester Cathedral (official guidebook), Scala Publishers Ltd. (2004) ISBN 1-85759-347-2
- Tatton-Brown, Tim; John Crook. The English Cathedral (неопр.). — New Holland Publishers[англ.], 2002. — ISBN 978-1-84330-120-2.
- Medieval Art and Architecture at Worcester Cathedral / R.K. Morris, ed.. — 1978.
- Clifton-Taylor, Alec. The Cathedrals of England (неопр.). — 2nd. — Thames and Hudson Ltd, 1967. — ISBN 978-0500200629.
- Pevsner, Nikolaus; Brookes, Alan (2007), Worcester: Cathedral Church of Christ and the Blessed Virgin Mary, Worcestershire, The Buildings of England (Revised ed.), London: Yale University Press, pp. 672–702, ISBN 9780300112986, OL 10319229M

### О средневековье
- Houses of Benedictine monks: Priory of St Mary, Worcester // A History of the County of Worcester: Volume 2 (англ.) / Willis-Bund, JW; Page, William. — London: British History Online, 1971a. — P. 94—112.}
- Hospitals: Worcester // A History of the County of Worcester: Volume 2 (англ.) / Willis-Bund, J W; Page, William. — London: British History Online, 1971b. — P. 175—179.
- Friaries: Worcester // A History of the County of Worcester: Volume 2 (англ.) / Willis-Bund, J W; Page, William. — London: British History Online, 1971c. — P. 167—173.
- Medieval Libraries of Great Britain (англ.) / Ker, Neil Ripley[англ.]. — Royal Historical Society, 1964. — P. 205—215.
- Vincent, Nicholas. Two Papal Letters on the Wearing of the Jewish Badge, 1221 and 1229 (англ.) // Jewish Historical Studies : journal. — 1994. — Vol. 34. — P. 209—224. — JSTOR 29779960.
- Mundill, Robin R. England's Jewish Solution: Experiment and Expulsion, 1262-1290 (англ.). — Cambridge University Press, 2002. — ISBN 978-0-521-52026-3.
- de Blois, Peter. Against the Perfidy of the Jews. Medieval Sourcebook. University of Fordham (1194). — «A treatise addressed to John Bishop of Worcester, probably John of Coutances who held that See, 1194-8.»
- Lazare, Bernard (1903), Antisemitism, its history and causes., New York: The International library publishing co., LCCN 03015369, OCLC 3055229, OL 7137045M
- Barrow, Julia. Worcester // The Wiley Blackwell Encyclopedia of Anglo-Saxon England (англ.) / Lapidge, Michael; Blair, John; Keynes, Simon; Scragg, Donald. — Wiley-Blackwell, 2013. — ISBN 978-0470656327.
- Knowles, David; Hadcock, R. Neville. Medieval Religious Houses: England & Wales (англ.). — Longman, 1971. — ISBN 978-0-582-11230-8.
- Braunfels, Wolfgang. Monasteries of Western Europe (неопр.). — Thames and Hudson[англ.], 1972. — ISBN 978-0-691-00313-9.
- Dyer, Christopher. Bromsgrove: a small town in Worcestershire in the Middle Ages (англ.). — Worcestershire Historical Society, 2000. — Vol. 9. — (Occasional Publications).

### Об упразднении и революции
- Thornton, David E. The Last Monks of Worcester Cathedral Priory (англ.) // Midland History[англ.] : journal. — Routledge, 2018. — Vol. 43, no. 1. — P. 3—21. — doi:10.1080/0047729X.2018.1461774.
- More, William (1914), Fegan, Ethel S (ed.), Journal of Prior William More., London: Printed for the Worcestershire Historical Society, by M. Hughes and Clarke, OL 23307603M
- Atkin, Malcolm. Worcestershire under arms (неопр.). — Barnsley: Pen and Sword[англ.], 2004. — ISBN 978-1-84415-072-4.
- King, Peter. The Episcopate during the Civil Wars, 1642–1649 (англ.) // The English Historical Review[англ.] : journal. — Oxford University Press, 1968. — July (vol. 83, no. 328). — P. 523—537. — doi:10.1093/ehr/lxxxiii.cccxxviii.523. — JSTOR 564164.